# هنري ديفيد
هنري ديفيد (بالألمانية: Henry David) (و. 1979 – م) هو ممثل، وممثل مسرحي، وممثل أفلام من إسرائيل . ولد في باكو .

## روابط خارجية
- هنري ديفيد على موقع IMDb (الإنجليزية)
- هنري ديفيد على موقع قاعدة بيانات الفيلم (الإنجليزية)